# Scopula mascula
Scopula mascula là một loài bướm đêm trong họ Geometridae.